# Alessandro Pellizzaroli-Vecellio
Alessandro Melchiorre Pellizzaroli-Vecellio (30 maggio 1764 – 28 gennaio 1851) è stato un politico e diplomatico italiano.

## Biografia

### Appartenenza familiare
Appartenente alla famiglia Pellizzaroli-Vecellio di Pieve di Cadore, originata nel 1645 dal matrimonio di Angela (o Anzoletta) del casato Vecellio (che diede i natali, fra gli altri, al celeberrimo Tiziano) con Benedetto Pellizzaroli, era figlio di Gaspare Antonio e discendente di Tiziano l'Oratore e di Vecello Vecellio, nonché lontano parente delle numerose personalità espresse dal casato nel campo del notariato, della pubblica amministrazione e della pittura. Si sposò nel 1802 con Maria Maddalena, figlia di Ercole Sampieri, dalla quale ebbe un figlio.

### Attività politica e diplomatica
Nel maggio del 1797 fu eletto componente della Municipalità centrale del Cadore, sorta con l'istituzione della Repubblica Cisalpina a seguito della Campagna d'Italia di Napoleone Bonaparte.
Nel giugno del 1798 fu mandato al cospetto di Napoleone a Montebello insieme all'avvocato Galeazzo Galeazzi (che aveva già incontrato il generale l'anno precedente a Passariano) al fine di chiedere l'esenzione del Cadore dal dovere di mantenimento delle truppe. Fu poi anche a Passariano, in qualità di nunzio del Cadore, nella speranza di ottenere per il suo territorio l'esenzione dall'obbligo di coscrizione di ussari. Infine, nell'autunno del 1800 fu tra i firmatari di una lettera indirizzata a Francesco II in seguito alla cessione del Veneto all'Impero austro-ungarico.

## Ricostruzioni storiche e genealogiche

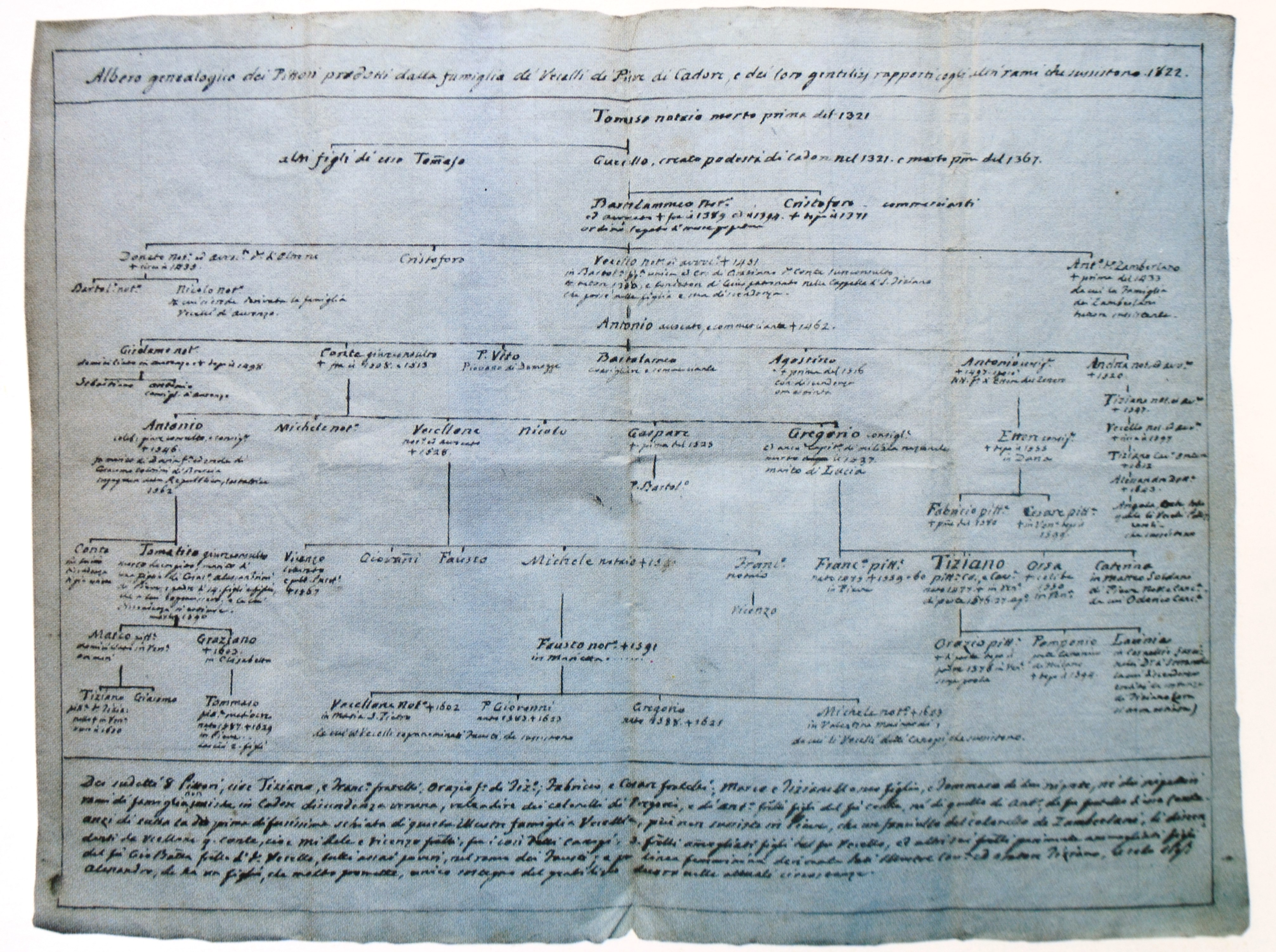
LAlbero genealogico dei Pittori prodotti dalla famiglia de' Vecelli di Pieve di Cadore, e dei loro gentilizj rapporti cogli altri rami che sussistono (1822). Sulla destra, si nota l'immediata discendenza di Andrea, fino ad Angela. In basso, il cartiglio descrittivo.

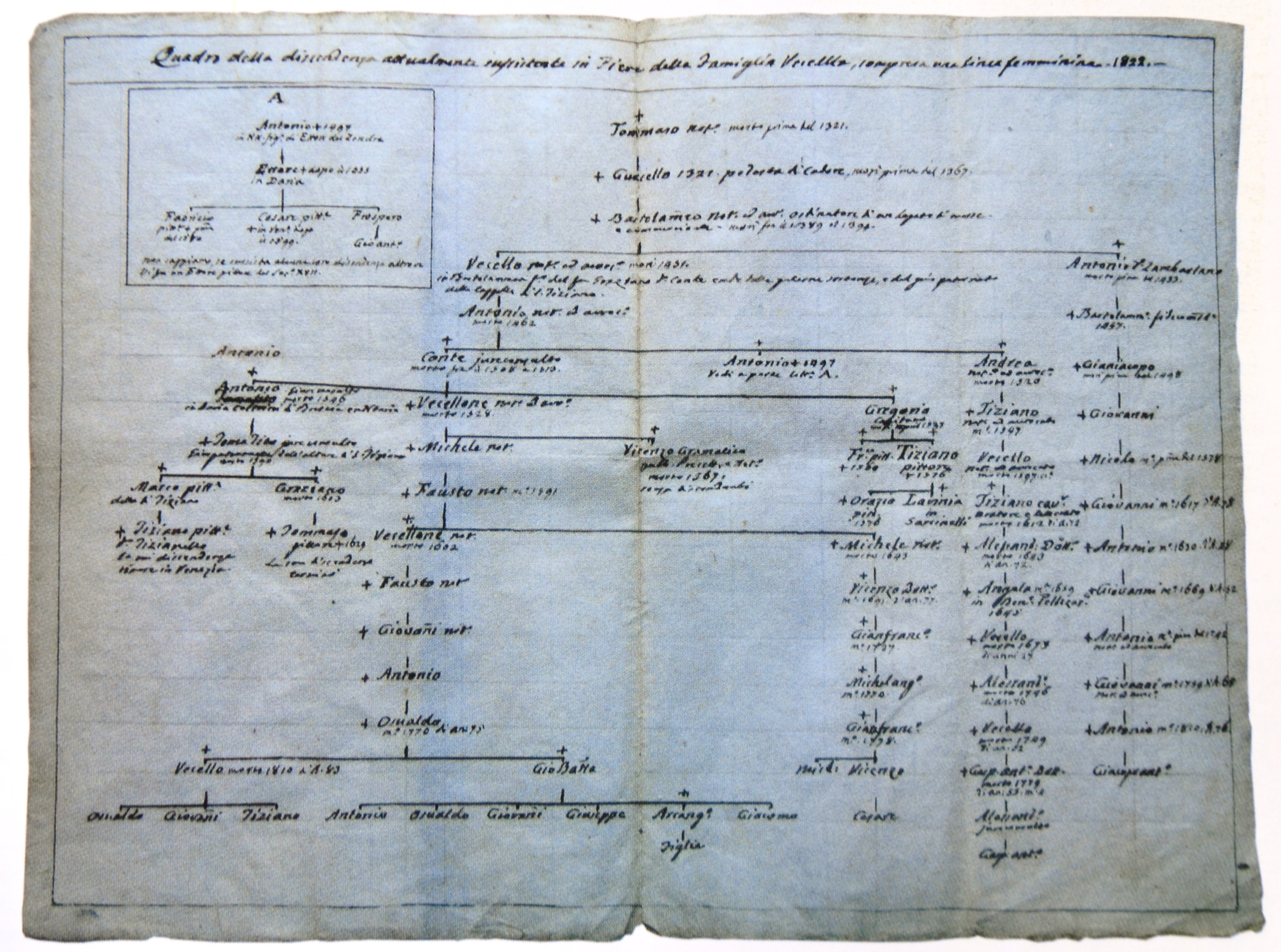
Il Quadro della discendenza attualmente insistente in Pieve della Famiglia Vecellio, compresa una linea femmininea (1822). Verso la destra, si notano i passaggi genealogici che da Andrea, prozio di Tiziano, portano ad Alessandro.

La figura di Alessandro Pellizzaroli fu al centro degli studi che in epoca coeva l'erudito cadorino Taddeo Jacobi condusse sul ramo della famiglia Vecellio che gli diede i natali. In particolare, in un albero genealogico manoscritto del 1822, intitolato Albero genealogico dei Pittori prodotti dalla famiglia de' Vecelli di Pieve di Cadore, e dei loro gentilizj rapporti cogli altri rami che sussistono e volto a ricercare eventuali discendenti della famiglia Vecellio ancora viventi a Pieve, lo Jacobi individuò il ramo familiare di Alessandro, ma fermandosi ad Angela Vecellio, salvo aggiungere nel cartiglio: «Di tutta la da prima difusissima schiata di questa illustre famiglia Vecellia [...] per linea femminina derivata dall'illustre cavalier ed oratore Tiziano, il solo erasi Alessandro, che ha un figlio, che molto promette, unico sostegno del genilizio decoro nelle attuali circostanze». In un altro manoscritto del 1822, intitolato Quadro della discendenza attualmente insistente in Pieve della Famiglia Vecellio, compresa una linea femmininea, lo Jacobi riuscì ad indagare e ad evidenziare la linea femminile che da Angela Vecellio portava fino ad Alessandro.